# La Victoria (Lima)

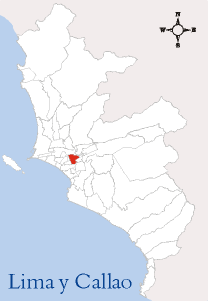
District de La Victoria de la province de Lima.

Le district de La Victoria est l'un des 43 districts de la province de Lima, au Pérou. Il est limitrophe au nord-est du district de  Lima, au nord-ouest du district de El Agustino, à l'est du district de San Luis, au sud-ouest du district de San Isidro, au sud-ouest du district de San Borja et à l'ouest du district de Lince. Il occupe une superficie de 8,74 km2.

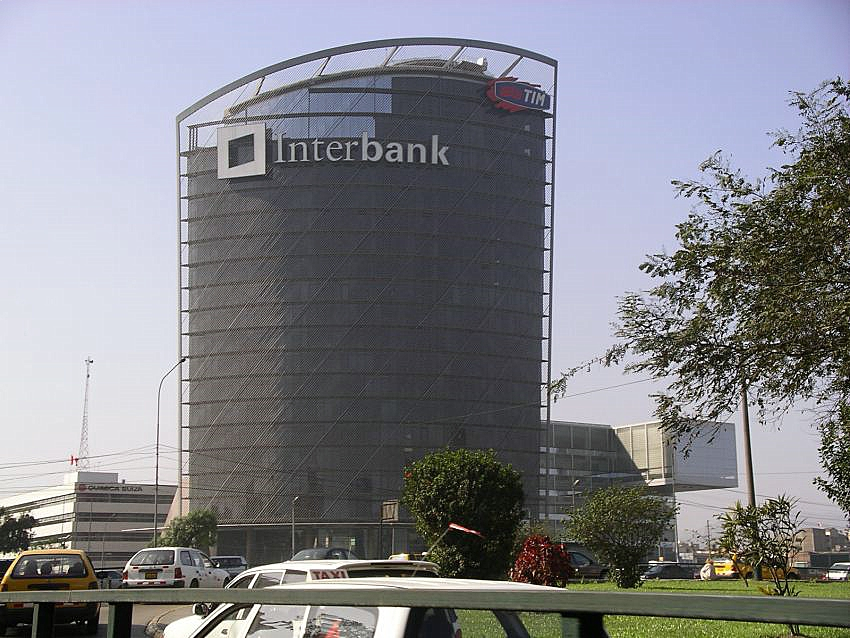
Siège de l'interbank.

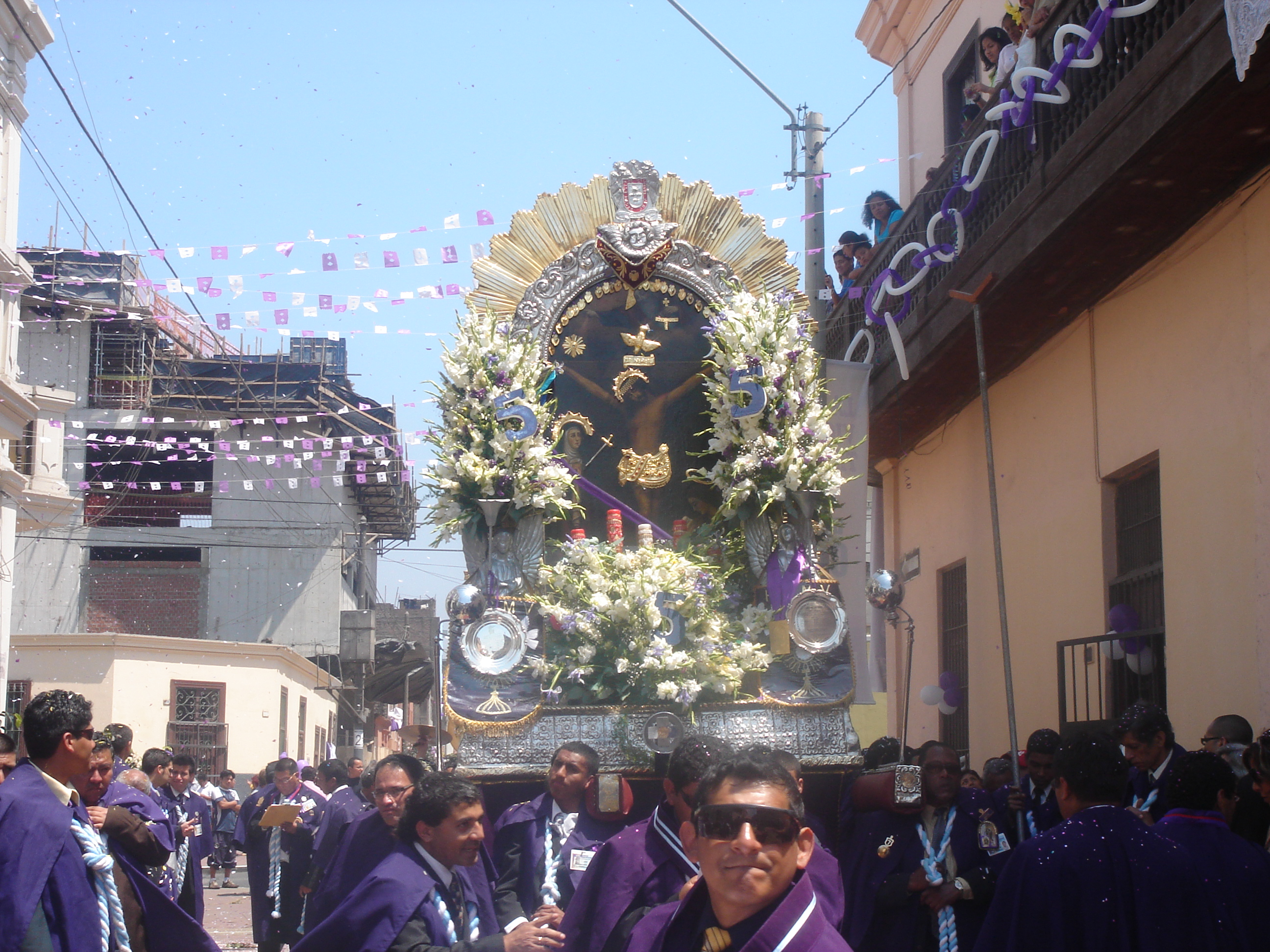
Seigneur des Miracles de La Victoria.

## Géographie

### Démographie
Selon l'INEI, Le district de La Victoria avait, en 2005, une population de 228 345 habitants et une population flottante de non-résidents de 200 000 personnes. 

### Administration
Le maire du district de La Victoria est George Forsyth (2019-2022). 

## Sport
Des clubs sportifs ont leur siège à La Victoria, notamment le Alianza Lima.

## Culture locale et patrimoine

### Événements
Chaque année, au mois de novembre, a lieu la fête traditionnelle : Seigneur des Miracles.